# Ligament latéral de l'articulation temporo-mandibulaire
Le ligament latéral de l'articulation temporo-mandibulaire (ou ligament latéral externe de l’articulation temporo-maxillaire) est un ligament de l'articulation temporo-mandibulaire.

## Structure
Le ligament latéral  de l'articulation temporo-mandibulaire relie le tubercule articulaire du processus zygomatique et le bord postérieur et latéral du col du processus condylien du mandibule.
Il se compose de deux faisceaux courts et étroits, l'un devant l'autre. Il est plus large en haut qu'en bas, et ses fibres sont dirigées obliquement vers le bas et vers l'arrière.
Il est recouvert par la glande parotide.

## Rôle
Le ligament de l'articulation temporo-mandibulaire contraint la mandibule lors de son ouverture, maintenant le processus condylien près de l'articulation.
Il empêche le déplacement postérieur de la mandibule.
Il empêche également le processus condylaire d'être entraîné vers le haut par un coup à la mâchoire qui pourrait entraîner une fracture de la base du crâne.